# Bacopa tweediei
Bacopa tweediei là một loài thực vật có hoa trong họ Mã đề. Loài này được (Benth.) Parodi mô tả khoa học đầu tiên năm 1930.